# فارگو (جورجیا)
فارگو، جورجیا (به انگلیسی: Fargo, Georgia) یک شهر در ایالات متحده آمریکا با جمعیت ۳۲۱ نفر است که در جورجیا واقع شده‌است.

## موقعیت جغرافیایی
موقعیت جغرافیایی شهرها و مناطق اطراف به شرح زیر است: